# Rézentières
Rézentières ist eine französische Gemeinde mit 110 Einwohnern (Stand 1. Januar 2022) im Département Cantal in der Region Auvergne-Rhône-Alpes. Sie gehört zum Kanton Saint-Flour-1 und zum Arrondissement Saint-Flour.
Nachbargemeinden sind Ferrières-Saint-Mary im Nordwesten, Saint-Mary-le-Plain im Nordosten, Vieillespesse im Osten, Coren im Süden und Talizat im Westen.

## Bevölkerungsentwicklung

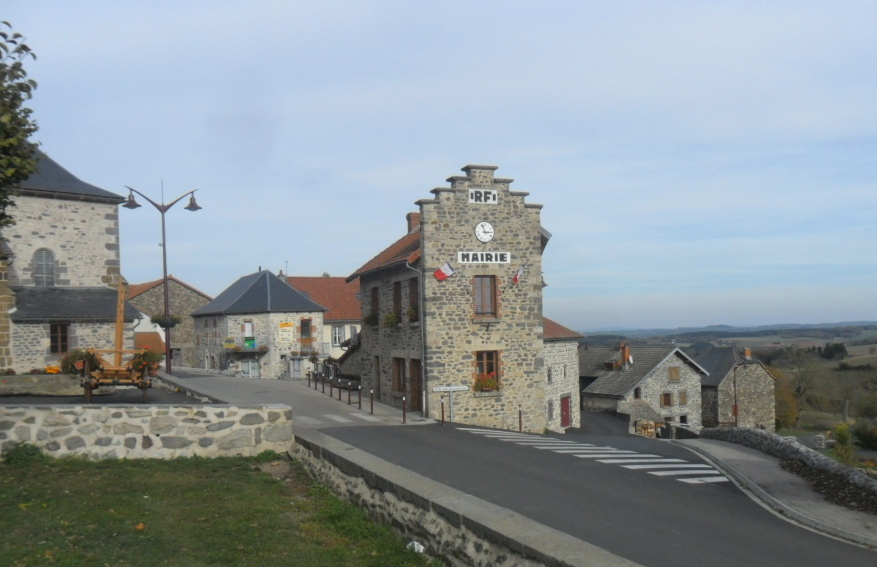
Mairie von Rézentières

| Jahr                       | 1962 | 1968 | 1975 | 1982 | 1990 | 1999 | 2008 | 2015 |
| -------------------------- | ---- | ---- | ---- | ---- | ---- | ---- | ---- | ---- |
| Einwohner                  | 213  | 182  | 161  | 147  | 129  | 115  | 127  | 113  |
| Quellen: Cassini und INSEE |      |      |      |      |      |      |      |      |